# Male Lipljene
Male Lipljene este o localitate din comuna Grosuplje, Slovenia, cu o populație de 88 de locuitori.